# 香港賽馬會賽馬節目
香港賽馬會賽馬會節目（英語：HKJC Horse Racing Program），早期由麗的電視及亞洲電視製作，1997年9月改由香港無綫電視製作，1999年9月改由香港賽馬會製作，並會在免費電視台播放，同時亦會於有線18台、有線Sports Plus、香港有線電視高清603台（hd603）、now Sports Prime、now668播放和於香港賽馬會網頁免費重溫。
亞洲電視於2008年12月13日於高清頻道（其後改為亞洲高清台，及後再改稱亞洲台）播放首個高清製作的賽馬節目《國際賽晨操高清睇》，其後稱會於2009年計劃將賽馬直播節目提升至高清畫質。
由於2015年4月1日，時任商務及經濟發展局局長蘇錦樑宣佈：行政長官會同行政會議決定亞洲電視的現有免費電視牌照不獲續期，2015年8月起，賽馬節目改由無綫電視J2播出。
2022年9月5日起，賽馬節目改由無綫電視無綫財經 體育 資訊台播出。然而，尾場賽事完成後將不會有螢光幕上馬會網址，即係下一個節目將會延遲播映。
2023年6月1日起，香港有線電視高清603台（hd603）停播。
2024年4月22日起，因應無綫電視頻道重組，改於全新頻道TVB Plus播出。

## 歷史
麗的電視以及其後的亞洲電視長期奪得香港賽馬節目轉播權，著名主持人有董驃。1997年至2001年香港賽馬節目轉播權則由無綫電視奪得。早年香港賽馬，並不作直播。隨著沙田馬場於1978年10月7日落成啓用，馬會為方便港九市區馬迷觀看賽事，自當日起每當公眾席馬牌售罄時容許電視台直播全日賽事，同樣安排亦適用於跑馬地馬場, 夜馬不作直播。1982-83年度馬季起在粵語頻道直播所有日間賽事, 夜賽則因受廣播條例限制而只能於在英語頻道直播部份場次，1991年引入麗音廣播。
1967年，麗的電視開始轉播賽馬，董驃被招攬成為主持兼馬評人。中間除有兩年因麗的電視改播回力球外，董驃及他的外甥熊良錫和另一馬評家卡洛斯為麗的電視及之後的亞洲電視主持賽馬節目，直至1997年亞洲電視失去香港賽馬節目轉播權為止。亞洲電視的香港賽馬節目，包括：賽事日前一晚播映的《賽馬預測》（張基、梁建民主持），播放翌日各場賽駒的晨操、試閘片段，分析各駒賽前狀態，提供賽前提示；日間賽事當日直播賽事實況的《賽馬日》（董驃、梁建民、熊良錫、班超、卡洛斯、張基等馬評人主持），傳送賽前最新賠率，直播沙圈動態和賽事實況；以及於賽事當晚播映的《賽馬結果》（於1987年－1988年馬季，節目名稱為《日馬賽果》/《夜馬賽果》，曾經短暫由張基、簡而清主持；至1984年由董驃、熊良錫及郭軍城主持，後期的主持有卡洛斯和周榮澤），提供馬會各場賽後報告，總結當日賽果和派彩。1990年代，亞洲電視会在賽事日前兩晚播出《大彩池》（後來改名為《馬圈QT話你知》、《馬圈雙T話你知》），提供焦點場次的賽前分析，由周榮澤及黃天霸主持。
董驃以敢於批評而見稱，台前幕後眾人皆稱其為「驃叔」。《賽馬結果》中，董驃經常以辛辣言詞批評騎師以至馬會，加上他在馬房出身、對賽馬的認識相當廣博，吸引部分根本不賭馬的觀眾收看。1997年，亞洲電視失去香港賽馬節目轉播權，無綫電視奪得轉播權，傳言是因為董驃的辛辣言詞觸怒馬會高層（傳言矛頭指向當時馬會行政總裁黃至剛）。
2001年，亞洲電視重新奪得香港賽馬節目轉播權，但是董骠没有再為亞洲電視主持賽馬節目，這是因近年節目製作改由馬會負責，免費電視台只负责播出，部份主持的質素及立場則受到馬迷極度質疑。
2012年－2013年馬季起，亞洲台的《高清賽馬直擊》开始高清转播。
2015年7月30日，亞洲電視在同年最後一次本港台出現，同時亞視不會再播賽馬會及六合彩攪珠。
2015年8月1日起，香港賽馬節目改由無綫電視J2播出。
2022年9月5日起，香港賽馬節目改由無綫電視無綫財經 體育 資訊台播出。
2024年4月22日起，因應無綫電視頻道重組，香港賽馬節目改於全新頻道TVB Plus播出。

## 賽馬節目列表

### 電視節目
- 早着先機（英語：Horse Racing Track Work）[6]
  - 主持: 黃志康、廖浩賢（Call馬）
  - TVB Plus：賽前兩日23:30-00:35（夜賽）/01:00（日賽、黃昏賽）
  - now668：賽前兩日23:00-00:30（日賽、黃昏賽）/00:00（夜賽）
  - 馬會網站：賽前兩日22:00上載。
- 聽日有馬跑（英語：Horse Racing Preview）
  - 2020年9月5日首播，前身為《胆識過人》[6]。
  - 主持: 伍兆銓、黃楨淘、侯銘順、洪錦澄、丘嘉滎
  - TVB Plus：賽前一日23:30-00:35 （夜賽）/00:55（日賽、黃昏賽）
  - now668：賽前一日23:00-00:30（日賽、黃昏賽）/00:00（夜賽）
  - 馬會網站：賽前一日22:00上載。
- 賽馬直擊（英語：Trackside）
  - 主持: 伍兆銓、黃楨淘、黃志康、Tom Wood、吳樹基、Nick Child、Paul Lally、丘嘉滎（日賽、黃昏賽）、吳婷欣（夜賽）、Jenny Chapman、廖浩賢（Call馬）、Mark McNamara（Call馬）
  - 賽馬日由TVB Plus、UTVC+ 頻道、now Sports Prime、now668播放。
  - 日間賽馬日於12:00（11場）/12:30（10場）-18:00播放，黃昏賽馬日會在15:30-21:00（10場）/21:30（11場）播放，而夜間賽馬日会在18:25/18:30（9场）/19:00（8场）-23:00播出。
  - 初期播放時為標清画质，現今改為全高清。
  - 在亞視播映期間，曾經因為遷就新聞節目的關係，第一至二場次未能提供直播。夜間賽馬日因國際台19:30-20:00需播映《Main News》，第一至二場次只會是亞洲台播放；日間賽馬日因本港台12:30-12:50需播出《十二點半新聞》，第一至二場次只會在亚洲台播出。另外，2008年6月1日日間賽馬日，因本港台播放四川大地震特輯節目，遷移到國際台播映。
- 賽事傳真
  - 有線電視制作
  - 高清制作
  - 賽馬日由有線18台播出
  - 分為雙聲道播出，第一聲道為有線電視評述，第二聲道為馬會官方英文評述。
  - 如本地賽馬日中途需插播海外賽事（如： 秋季天皇賞），第一聲道會使用馬會官方粵語評述。
- 賽後你點睇（英語：Horse Racing Results）[6]
  - 主持: 卡洛斯、梁浩賢（日賽、黃昏賽）、吳樹基（夜賽）、張美德
  - TVB Plus：賽馬日23:30-00:35（日賽、黃昏賽）/ 賽馬日翌日00:35-01：35（夜賽）
  - now668：日間賽馬日、黃昏賽馬日23:45-01:15、夜間賽馬日翌日00:35-01:40
  - 馬會網站：日間賽馬日、黃昏賽馬日翌日00:00上載，夜間賽馬日翌日03:00前上載。
- 賽馬KOL
  - 馬會網站: 星期五 晚上 9:00直播。
  - 主持: 伍兆銓、丘嘉滎、飛熊、阿韓
- 賽馬娛樂新聞（節目形式和以前的馬上全接觸相近）
  - 馬會網站: 星期四 晚上 9:00上載。
  - 主持：張嘉殷、陳芷敏、鄭杞瑤
- 環球賽馬快訊（2022-2023期間限定）
  - 馬會網站: 星期四 晚上 9:00上載。
  - 主持：張嘉殷、劉詩雅、黃楨淘
- 海外賽事攻略
  - TVB Plus：海外賽馬日前一日00:30-00:45
  - 主持: 梁浩賢、蔡俊佳、黃楨淘、高慶、黃思力
- Racing to Win（中文：賽馬預測，簡稱）
  - 主持: Mark McNamara、Tom Wood、Paul Lally、Nick Child
  - 明珠台：日間賽馬日、黃昏賽馬日00:25/00:30-01:55/02:00及夜間賽馬日00:50/00:55/01:00-02:00/02:05
  - 有線18台：賽前一日17:00-18:20（日賽、黃昏賽）/18:15（夜賽）
- 越洋轉播海外賽馬賽事：由於每年海外賽馬不必跟賽馬日同時間進行賽事，因此可能是本港台、國際台或亞洲台直播海外受注賽事，現時於TVB Plus、有線18台、now Sports Prime及now668播出。

### 曾播放的賽馬節目
- 馬上全接觸（英語：Racing Express，簡稱）[6]
  - 本港台及亞洲台逢星期一、二、四、五22:55（賽馬日除外）同步播出，本港台逢二、三、五、六12:20重播（賽馬日除外），此節目有別一般賽馬節目，以報導馬壇花邊資訊為主，手法新穎，切合新一輩馬迷口味。
  - 此節目自2002年9月2日开播，直至2015年亚视失去赛马转播权为止。
  - 主持為黃美棋、黃詩思、曾淑雅、李麗珊、陳穎。
  - 節目同時於有線18台/有線球彩台播出[7]。
- 放眼馬世界（英語：Racing Horizon）[6]
  - 亞洲台：逢星期一至五19:00（賽馬日除外）播出，節目同時於有線18台、有線球彩台和高清603（hd603）播放[7]
  - 此節目自2008年1月1日-2015年7月间播出。2009年4月1日開始高清播出。
- 高清賽馬直擊（英語：Horse Racing Live HD）[6]
  - 是《賽馬直擊》的高清版，亞洲台及now668（2014年2月2日起）播放，初期并非高清播出。
  - 日間賽馬日如果是11场会在12:00-18:00播出，10场则延后到12:30开始。夜間賽馬日如果是9场会在18:15-23:05播出。8场会延后到18:45开始。
- 綠茵闖蕩（英語：Racing Horizon）
  - 2015年9月1日首播，前身为《放眼马世界》，2020年初，因新冠疫情宣布腰斬，由《賽馬娛樂新聞》取代。
  - J2：逢星期三01:45-02:15、星期六02:00-02:30[8]
  - now668、有線Sports Plus：逢星期二、五20:30-21:00
  - 有線球彩台：逢星期二、五21:00-21:30
  - 高清603（hd603）：逢星期二、五22:00-22:30
  - UTVC+ 頻道：逢星期二、五22:15-23:00
  - 馬會網站：逢星期三、六01:00前上載。

### 電台/電視台自行製作的賽馬節目
- 香港有線電視：
  - 有線製作的賽馬節目於有線18台播放，部分亦有安排於高清603台（hd603）播出，節目列表可參考18台有關章節。
  - 奇妙電視製作的賽馬資訊節目《嘻哈馬場》於香港開電視播放。
- 香港商業電台：
  - 一馬當先（英語：Horse Racing）（日間賽馬日12:30-18:00、夜間賽馬日18:30-23:00於雷霆881播放）
  - 越洋轉播海外賽馬賽事：AM864每場海外賽事開跑前8分鐘開始提供即時中文評述。
- 無綫電視：
  - 靈活過三關
  - 叻馬靈活揀

- 麗的/亞洲電視：
  - 賽馬世界/賽馬預測
  - 賽馬日（於1980年代，由於日間賽馬日尾場賽事與尾二場賽馬開跑時間間隔較長，電視台會於尾二場開跑後插播體育環節，介紹較冷門運動）
  - 賽馬結果
  - 大彩池／馬圈QT話你知／馬圈雙T話你知
- 無綫電視：
  - 馬圈資訊網
  - 賽馬情報
  - 賽馬直擊／夜馬直擊／賽馬日全接觸
  - 賽馬匯報
  - Racing to Win（賽前分析）
- 香港電台：
  - 賽馬直擊（於香港電台第一台播放，04/05賽季後停止）
- DBC數碼電台：
  - DBC去馬（日間賽馬日12:00-18:00、夜間賽馬日18:00-23:00於數碼戲曲台播放）
- Now668：
  - 668賽馬直擊（與商業電台合作，畫面轉播官方賽馬直擊，分為三聲道播出，第一聲道為Now TV評述，第二聲道為馬會官方評述，第三聲道為即時轉播雷霆881《一馬當先》評述。21/22賽季後停止）

## 海外播放

### 澳門
2015/16賽季起，澳門澳亞衛視開始直播賽馬直擊。

### 歐洲
2016/17賽季起，英國及歐洲-TVB Anywhere的88台開始轉播香港賽馬電視節目。
- 早着先機：賽前兩日
- 胆識過人：賽前一日
- 賽馬直擊
- 賽後你點睇：賽馬日
- 綠茵闖蕩：星期二、五

此外， 英國天空電視賽馬頻道（Sky Racing）每逢香港賽馬日轉播香港賽馬，並請來上世紀七八十年代香港著名英語評馬人Jim McGrath參與評述。

### 美國
TVB USA的美國版明珠台停播之前曾经轉播香港賽馬電視節目。
- 早着先機：賽前兩日西岸14:00
- 胆識過人：賽前一日西岸14:00
- 賽馬直擊
- 賽後你點睇：賽馬日西岸14:00
- 綠茵闖蕩：星期二、五西岸14:00

### 加拿大
2016/17賽季起，新時代電視旗下的新時代2高清台獲得香港賽馬會授權轉播香港賽馬。

## 現時主持人
- 粵語

卡洛斯
周榮澤
廖浩賢（Call馬）
張美德
吳樹基
黃志康
梁浩賢（兼職商業電台賽馬評述員）

黃楨淘
吳婷欣
丘嘉滎（原名丘美婷）
莎拉（兼職商業電台賽馬評述員）
劉詩雅
伍兆銓
何萬莉
陳宇溱
潘穎
張沛樂
陳芷敏
黃思力
高慶
胡詩傲
盧芷盈
張嘉殷
張洛蔚
楊駿
洪錦澄
李健立
鄭杞瑤
張國鴻
阿韓
侯銘順
- 英語

麥立華（Mark McNamara）
利保羅（Paul Lally）
卓珍妮（Jenny Chapman）
胡宏德（Tom Wood）
Alan Aitken
Nick Child

## 曾任節目主持
- 董驃（1967年—1997年）
- 梁建民（1970年—1997年）
- 簡而清
- 班超
- 方駿暉
- 郭軍城
- 熊良錫
- 匡公
- 黃嘉豪
- 吳嵩
- 蔡運華
- 董學賢
- 郭世浩
- 李潔瑩
- 盧頌恩
- 陳麗玲
- 陳穎
- 黃美棋
- 曾淑雅
- 李麗珊
- 黃詩思
- 貝子健
- 王若舜
- 關宛凝
- 黃婉曼
- 陳瑞華
- 嚴顯強
- 陳思琦
- 朱鎮輝
- 張穎斯
- 鍾健威
- 張紫櫻
- 黃冠斌
- 駱穎豪
- 林國強（馬皆善）
- 何雯詩
- 鄭穎翹
- 陳瑞華
- 張基
- 文傑
- 陳嘉欣
- 黃可盈
- 余佩琪
- 丁彥均
- 梁嘉琬
- 謝雨熹（原名謝詠茹）
- 黎雪瑩
- 楊詠彤
- Jim McGrath (現仍為英國Sky Racing評述香港賽馬)
- Robin Parke
- Lawrence Wadey
- 費倫迪（Darren Flindell）
- 戴偉成（Brett Davis）
- John Blance
- 薛達禮（Edward Sadler）
- 李骏（Andrew Le Jeune）
- 柏克林（Clint Hutchison）
- 喬麥金（Jo McKinnon）
- 施傑里（Jeremy Greene）
- 蔡俊佳
- 黃瑩

## 澳門賽馬節目
1996年，香港亞洲電視曾奪得澳門賽馬節目轉播權，直播日馬，於香港亞洲電視國際台播映，後因香港政府為保障香港賽馬會收入而嚴禁轉播，並取締澳門賽馬會及逸園狗場在港的投注站。亦曾於香港有線電視19台（澳門博覽台）於澳門賽馬日有賽馬直播。主持有盧遠（香港無綫電視著名主持盧大衛及著名報幕蕭亮之兄）、陳華棟、陳子文、吳日安及張恩平。但已經停播，即是無香港電視台轉播澳門賽事。
香港亞洲電視同時於本港台播出關於澳門賽馬評論節目。是由董驃等人主持。